# Lluís Sacrest i Villegas
Lluís Sacrest Villegas (Olot, 1946) és un polític català.

## Trajectòria
Ha treballat de professor de pràctiques Formació Professional. A les eleccions municipals de 1979 fou elegit regidor de l'ajuntament d'Olot dins les llistes del Partit dels Socialistes de Catalunya. Després de les eleccions generals espanyoles de 1977 va substituir en el seu escó Rosina Lajo Pérez en la circumscripció de Girona el 1978. No es presentà a les eleccions de 1979 i continuà com a regidor d'Olot. El 1999 fou elegit alcalde d'Olot, càrrec en el qual fou renovat a les eleccions municipals de 2007. A les eleccions municipals del 2011 no es presentà.